# The Fire
Black Jack (atualmente) anterormente The Fire é uma banda de rock and roll de Los Ángeles, Chile. Originalmente formada por Diego Stegmeier (bateria e vocal), Raúl Guarda (guitarrista) e Sebastian Villagra (baixo). Eles são caracterizados por terem uma forte influência do rock britânico, e cita bandas como The Beatles, Oasis, Radiohead e Coldplay.